# Kisgombás
Kisgombás (1899-ig Gribó, szlovákul: Gribov, korábban Hribová) község Szlovákiában, az Eperjesi kerület Sztropkói járásában.

## Fekvése
Sztropkótól 13 km-re északkeletre, az Alacsony-Beszkidekben, a Hocsai-patak partján fekszik.

## Története
1414-ben „Grebo” alakban említik először a makovicai váruradalom részeként, melyhez a 19. századig tartozott. A 16. században a vlach jog alapján ruszinokkal telepítették be. 1600-ban 7 ház állt a faluban. 1648-ban „Gribow” alakban említik. 1711-ben újra elnéptelenedett, jobbágyai elmenekültek a harcok elől. Korábbi görögkatolikus fatemploma 1773-ban épült. 1787-ben 24 házát 170-en lakták.
A 18. század végén Vályi András így ír róla: „GRIBOVA. Tót falu Sáros Vármegyében, földes Ura G. Szirmay Uraság, lakosai katolikusok, fekszik a’ Makovitzai Uradalomban, földgye nem utólsó nemű, mellyet a’ lakosok jól mivelnek, azon felűl vagyon tágas erdejek, és legelőjök, harmadik Osztálybéli.”
1828-ban 32 házában 237 lakos élt.
Fényes Elek 1851-ben kiadott geográfiai szótárában így ír a faluról: „Gribova, orosz falu, Sáros vmegyében, a makoviczi uradalomban, Sztropkó fil. 5 romai, 228 görög kath., 7 zsidó lak. Ut. p. A. Komarnyik.”
1869-ben 152 lakosa volt. Iskoláját 1890-ben alapították. A trianoni diktátumig Sáros vármegye Felsővízközi járásához tartozott.
Ezután 1960-ig a Sztropkói járáshoz tartozott, majd 1968-ig a Bártfai járás része volt. 1968 és 1996 között újra a Felsővízközi járás része, ezután ismét a Sztropkói járásban található.

## Népessége
| Év:            | 1994. | 2004.   | 2014.   | 2024.   |
| -------------- | ----- | ------- | ------- | ------- |
| Emberek száma: | 195   | 191     | 201     | 185     |
| Eltérés:       |       | -2,05 % | +5,23 % | -7,96 % |

| Év:            | 2023. | 2024.   |
| -------------- | ----- | ------- |
| Emberek száma: | 183   | 185     |
| Eltérés:       |       | +1,09 % |

- 1910-ben 153, túlnyomórészt ruszin lakosa volt.

- 2001-ben 183 lakosából 160 fő szlovák és 20 ruszin volt.
- 2011-ben 207 lakosából 153 fő szlovák és 42 ruszin.

## Nevezetességei
- Görögkatolikus temploma 1965-ben épült, háromrészes ikonosztáza 1793-ban készült.

## Külső hivatkozások
- Községinfó
- Kisgombás Szlovákia térképén
- E-obce.sk Archiválva 2010. december 16-i dátummal a Wayback Machine-ben